# Final de la Copa Credife 2009
La Final del Campeonato Ecuatoriano de Fútbol Copa Credife 2009 definirán al Campeón, Vicecampeón y el tercer equipo que representará a Ecuador en la Copa Libertadores 2010. Se disputarán partidos de ida y vuelta.

## Llave
|            | vs.             |
| Emelec 2 1 | Liga de Quito 0 |

## Tercer lugar

### Emelec vs. Liga de Quito
El Partido por el tercer lugar definirá al equipo que accederá a la Primera fase de la Copa Libertadores 2010. El primer partido se disputó el 29 de noviembre de 2009 en el Estadio George Capwell de Guayaquil. El partido de vuelta se disputó el 7 de diciembre de 2009 en el Estadio Casa Blanca de Quito.

### Partido de ida
| 1  | POR | Marcelo Elizaga    |     |
| 6  | DEF | Carlos A. Quiñóñez |     |
| 19 | DEF | Marcelo Fleitas    |     |
| 2  | DEF | Mariano Mina       |     |
| 33 | MED | José Aguirre       | 18' |
| 9  | MED | Silvano Estacio    |     |
| 5  | MED | José Luis Quiñónez |     |
| 7  | MED | David Quiroz       |     |
| 13 | MED | Ángel Mena         | 53' |
| 11 | DEL | Hernán Peirone     | 64' |
| 80 | DEL | Joao Rojas         |     |
| DT | DT  | Gabriel Perrone    |     |

| 1  | POR | José F. Cevallos   |     |
| 4  | DEF | Ulises de la Cruz  |     |
| 3  | DEF | Renán Calle        |     |
| 24 | DEF | Alejandro Espinosa |     |
| 14 | DEF | Diego Calderón     |     |
| 10 | MED | Christian Lara     |     |
| 6  | MED | Pedro Larrea       | 73' |
| 55 | MED | Pedro Romo         | 58' |
| 18 | MED | Gonzalo Chila      |     |
| 9  | DEL | Walter Calderón    | 73' |
| 19 | DEL | Claudio Graf       |     |
| DT | DT  | Jorge Fossati      |     |

| 23 | DEF | Gabriel Achilier | 18' |
| 50 | MED | Marcos Caicedo   | 53' |
| 17 | DEF | Jasson Zambrano  | 64' |

| 51 | MED | Miler Bolaños  | 58' |
| 13 | DEF | Néicer Reasco  | 73' |
| 11 | DEL | Franklin Salas | 73' |

|  | 10' | Hernán Peirone |

|  | 79' | Marcelo Fleitas |
|  | 80' | Marcos Caicedo  |
|  | 92' | Marcelo Elizaga |

|  | 40' | Pedro Romo              |
|  | 45' | Walter Calderón         |
|  | 79' | Cristian Lara           |
|  | 89' | José Francisco Cevallos |

| Árbitro             | Omar Ponce       |
| Árbitros asistentes | Luis Alvarado    |
| Árbitros asistentes | Cristian Lescano |
| Cuarto árbitro      | Diego Lara       |

| 1  | POR | Marcelo Elizaga    |     |
| 6  | DEF | Carlos A. Quiñóñez |     |
| 19 | DEF | Marcelo Fleitas    |     |
| 2  | DEF | Mariano Mina       |     |
| 33 | MED | José Aguirre       | 18' |
| 9  | MED | Silvano Estacio    |     |
| 5  | MED | José Luis Quiñónez |     |
| 7  | MED | David Quiroz       |     |
| 13 | MED | Ángel Mena         | 53' |
| 11 | DEL | Hernán Peirone     | 64' |
| 80 | DEL | Joao Rojas         |     |
| DT | DT  | Gabriel Perrone    |     |

| 1  | POR | José F. Cevallos   |     |
| 4  | DEF | Ulises de la Cruz  |     |
| 3  | DEF | Renán Calle        |     |
| 24 | DEF | Alejandro Espinosa |     |
| 14 | DEF | Diego Calderón     |     |
| 10 | MED | Christian Lara     |     |
| 6  | MED | Pedro Larrea       | 73' |
| 55 | MED | Pedro Romo         | 58' |
| 18 | MED | Gonzalo Chila      |     |
| 9  | DEL | Walter Calderón    | 73' |
| 19 | DEL | Claudio Graf       |     |
| DT | DT  | Jorge Fossati      |     |

| 23 | DEF | Gabriel Achilier | 18' |
| 50 | MED | Marcos Caicedo   | 53' |
| 17 | DEF | Jasson Zambrano  | 64' |

| 51 | MED | Miler Bolaños  | 58' |
| 13 | DEF | Néicer Reasco  | 73' |
| 11 | DEL | Franklin Salas | 73' |

|  | 10' | Hernán Peirone |

|  | 79' | Marcelo Fleitas |
|  | 80' | Marcos Caicedo  |
|  | 92' | Marcelo Elizaga |

|  | 40' | Pedro Romo              |
|  | 45' | Walter Calderón         |
|  | 79' | Cristian Lara           |
|  | 89' | José Francisco Cevallos |

| Árbitro             | Omar Ponce       |
| Árbitros asistentes | Luis Alvarado    |
| Árbitros asistentes | Cristian Lescano |
| Cuarto árbitro      | Diego Lara       |

### Partido de vuelta
| 1  | POR | José F. Cevallos  |     |
| 2  | DEF | Norberto Araujo   |     |
| 33 | DEF | Carlos Espínola   |     |
| 23 | DEF | Jairo Campos      |     |
| 13 | MED | Néicer Reasco     |     |
| 15 | MED | William Araujo    | 67' |
| 8  | MED | Edison Méndez     |     |
| 50 | MED | Danny Vaca        | 55' |
| 4  | MED | Ulises de la Cruz |     |
| 19 | DEL | Claudio Graf      | 83' |
| 16 | DEL | Claudio Bieler    |     |
| DT | DT  | Jorge Fossati     |     |

| 1  | POR | Marcelo Elizaga    |     |
| 6  | DEF | Carlos A. Quiñóñez |     |
| 19 | DEF | Marcelo Fleitas    |     |
| 2  | DEF | Mariano Mina       |     |
| 23 | DEF | Gabriel Achilier   |     |
| 8  | MED | Polo Wila          |     |
| 5  | MED | José Luis Quiñónez |     |
| 9  | MED | Silvano Estacio    |     |
| 13 | MED | Ángel Mena         | 83' |
| 11 | DEL | Hernán Peirone     | 68' |
| 80 | DEL | Joao Rojas         | 89' |
| DT | DT  | Gabriel Perrone    |     |

| 11 | DEF | Franklin Salas  | 55' |
| 10 | MED | Christian Lara  | 67' |
| 9  | DEF | Walter Calderón | 83' |

| 51 | MED | Pablo Pérez       | 68' |
| 10 | MED | Juan Pablo Raponi | 83' |
| 7  | MED | David Quiroz      | 89' |

|  | 83' | Joao Rojas |

|  | 30' | Edison Méndez |

|  | 16' | Joao Rojas      |
|  | 37' | Carlos Quiñónez |
|  | 49' | Marcelo Elizaga |

|  | 87' | Claudio Bieler |

|  | 60' | Marcelo Fleitas |

| Árbitro             | Miguel Hidalgo   |
| Árbitros asistentes | Guido Alvárez    |
| Árbitros asistentes | José Álvarez     |
| Cuarto árbitro      | Francisco Acurio |

| 1  | POR | José F. Cevallos  |     |
| 2  | DEF | Norberto Araujo   |     |
| 33 | DEF | Carlos Espínola   |     |
| 23 | DEF | Jairo Campos      |     |
| 13 | MED | Néicer Reasco     |     |
| 15 | MED | William Araujo    | 67' |
| 8  | MED | Edison Méndez     |     |
| 50 | MED | Danny Vaca        | 55' |
| 4  | MED | Ulises de la Cruz |     |
| 19 | DEL | Claudio Graf      | 83' |
| 16 | DEL | Claudio Bieler    |     |
| DT | DT  | Jorge Fossati     |     |

| 1  | POR | Marcelo Elizaga    |     |
| 6  | DEF | Carlos A. Quiñóñez |     |
| 19 | DEF | Marcelo Fleitas    |     |
| 2  | DEF | Mariano Mina       |     |
| 23 | DEF | Gabriel Achilier   |     |
| 8  | MED | Polo Wila          |     |
| 5  | MED | José Luis Quiñónez |     |
| 9  | MED | Silvano Estacio    |     |
| 13 | MED | Ángel Mena         | 83' |
| 11 | DEL | Hernán Peirone     | 68' |
| 80 | DEL | Joao Rojas         | 89' |
| DT | DT  | Gabriel Perrone    |     |

| 11 | DEF | Franklin Salas  | 55' |
| 10 | MED | Christian Lara  | 67' |
| 9  | DEF | Walter Calderón | 83' |

| 51 | MED | Pablo Pérez       | 68' |
| 10 | MED | Juan Pablo Raponi | 83' |
| 7  | MED | David Quiroz      | 89' |

|  | 83' | Joao Rojas |

|  | 30' | Edison Méndez |

|  | 16' | Joao Rojas      |
|  | 37' | Carlos Quiñónez |
|  | 49' | Marcelo Elizaga |

|  | 87' | Claudio Bieler |

|  | 60' | Marcelo Fleitas |

| Árbitro             | Miguel Hidalgo   |
| Árbitros asistentes | Guido Alvárez    |
| Árbitros asistentes | José Álvarez     |
| Cuarto árbitro      | Francisco Acurio |

## Llave
|                        | vs.                   |
| Deportivo Cuenca 3 1 2 | Deportivo Quito 4 1 3 |

## Final

### Estadios
| Quito                      | Cuenca                            |
| -------------------------- | --------------------------------- |
| Estadio Olímpico Atahualpa | Estadio Alejandro Serrano Aguilar |
| Capacidad: 35 742          | Capacidad: 18 549                 |
|                            |                                   |

### Deportivo Cuenca vs. Deportivo Quito
La primera final se disputó el 29 de noviembre de 2009 en el Estadio Alejandro Serrano Aguilar de Cuenca. El partido de vuelta se disputó el 5 de diciembre de 2009 en el Estadio Olímpico Atahualpa de Quito.

### Partido de ida
| 22 | POR | Esteban Dreer       |     |
| 50 | DEF | John Narváez        |     |
| 5  | DEF | Marco Quiñónez      |     |
| 2  | DEF | Diego Ianiero       |     |
| 15 | DEF | Marcelo Bohórquez   | 68' |
| 17 | MED | Juan Carlos Paredes |     |
| 4  | MED | John García         | 69' |
| 6  | MED | Giancarlos Ramos    |     |
| 10 | MED | Hólger Matamoros    |     |
| 9  | DEL | Ismael Villalba     | 74' |
| 13 | DEL | Edison Preciado     |     |
| DT | DT  | Paúl Vélez          |     |

| 13 | POR | Johvani Ibarra    |     |
| 2  | DEF | Geovanny Caicedo  |     |
| 33 | DEF | Iván Hurtado      |     |
| 20 | DEF | Luis Checa        |     |
| 8  | MED | Oswaldo Minda     |     |
| 50 | MED | Michael Castro    | 86' |
| 10 | MED | Luis Saritama     |     |
| 25 | MED | Ángel Escobar     |     |
| 7  | DEL | Michael Arroyo    | 45' |
| 9  | DEL | Iván Borghello    |     |
| 28 | DEL | Marcos Pirchio    | 92' |
| DT | DT  | Rubén Darío Insúa |     |

| 7  | DEL | Rodrigo Teixeira | 68' |
| 19 | DEF | Juan Guerrón     | 69' |
| 18 | MED | José Granda      | 74' |

| 16 | MED | Daniel Mina     | 45' |
| 21 | MED | Franco Niell    | 86' |
| 2  | DEF | Pedro Esterilla | 92' |

|  | 76' | Diego Ianeiro |

|  | 58' | Marcos Pirchio |

|  | 13' | John Narváez      |
|  | 49' | Juan Paredes      |
|  | 60' | Marcelo Bohórquez |

|  | 40' | Oswaldo Minda  |
|  | 41' | Michael Arroyo |
|  | 62' | Marcos Pirchio |
|  | 72' | Ángel Escobar  |
|  | 76' | Daniel Mina    |
|  | 81' | Johvani Ibarra |

|  | 62' | Juan Paredes |

|  | 90' | Oswaldo Minda |

| Árbitro             | Tomás Alarcón |
| Árbitros asistentes | Juan Cedeño   |
| Árbitros asistentes | Byron Romero  |
| Cuarto árbitro      | José Espinel  |

| 22 | POR | Esteban Dreer       |     |
| 50 | DEF | John Narváez        |     |
| 5  | DEF | Marco Quiñónez      |     |
| 2  | DEF | Diego Ianiero       |     |
| 15 | DEF | Marcelo Bohórquez   | 68' |
| 17 | MED | Juan Carlos Paredes |     |
| 4  | MED | John García         | 69' |
| 6  | MED | Giancarlos Ramos    |     |
| 10 | MED | Hólger Matamoros    |     |
| 9  | DEL | Ismael Villalba     | 74' |
| 13 | DEL | Edison Preciado     |     |
| DT | DT  | Paúl Vélez          |     |

| 13 | POR | Johvani Ibarra    |     |
| 2  | DEF | Geovanny Caicedo  |     |
| 33 | DEF | Iván Hurtado      |     |
| 20 | DEF | Luis Checa        |     |
| 8  | MED | Oswaldo Minda     |     |
| 50 | MED | Michael Castro    | 86' |
| 10 | MED | Luis Saritama     |     |
| 25 | MED | Ángel Escobar     |     |
| 7  | DEL | Michael Arroyo    | 45' |
| 9  | DEL | Iván Borghello    |     |
| 28 | DEL | Marcos Pirchio    | 92' |
| DT | DT  | Rubén Darío Insúa |     |

| 7  | DEL | Rodrigo Teixeira | 68' |
| 19 | DEF | Juan Guerrón     | 69' |
| 18 | MED | José Granda      | 74' |

| 16 | MED | Daniel Mina     | 45' |
| 21 | MED | Franco Niell    | 86' |
| 2  | DEF | Pedro Esterilla | 92' |

|  | 76' | Diego Ianeiro |

|  | 58' | Marcos Pirchio |

|  | 13' | John Narváez      |
|  | 49' | Juan Paredes      |
|  | 60' | Marcelo Bohórquez |

|  | 40' | Oswaldo Minda  |
|  | 41' | Michael Arroyo |
|  | 62' | Marcos Pirchio |
|  | 72' | Ángel Escobar  |
|  | 76' | Daniel Mina    |
|  | 81' | Johvani Ibarra |

|  | 62' | Juan Paredes |

|  | 90' | Oswaldo Minda |

| Árbitro             | Tomás Alarcón |
| Árbitros asistentes | Juan Cedeño   |
| Árbitros asistentes | Byron Romero  |
| Cuarto árbitro      | José Espinel  |

### Partido de vuelta
| 13 | POR | Johvani Ibarra    |     |
| 6  | DEF | Pedro Esterilla   |     |
| 2  | DEF | Geovanny Caicedo  |     |
| 33 | DEF | Iván Hurtado      |     |
| 20 | DEF | Luis Checa        |     |
| 50 | MED | Michael Castro    | 45' |
| 10 | MED | Luis Saritama     |     |
| 25 | MED | Ángel Escobar     |     |
| 17 | MED | Mauricio Donoso   | 62' |
| 9  | DEL | Iván Borghello    |     |
| 28 | DEL | Marcos Pirchio    | 90' |
| DT | DT  | Rubén Darío Insúa |     |

| 22 | POR | Esteban Dreer     |     |
| 50 | DEF | John Narváez      | 66' |
| 5  | DEF | Marco Quiñónez    |     |
| 2  | DEF | Diego Ianiero     |     |
| 15 | DEF | Marcelo Bohórquez | 75' |
| 10 | MED | Hólger Matamoros  |     |
| 4  | MED | John García       | 75' |
| 6  | MED | Giancarlos Ramos  |     |
| 18 | MED | José Granda       |     |
| 7  | DEL | Rodrigo Teixeira  |     |
| 13 | DEL | Edison Preciado   |     |
| DT | DT  | Paúl Vélez        |     |

| 16 | MED | Daniel Mina    | 45' |
| 7  | MED | Michael Arroyo | 62' |
| 21 | DEF | Luis Tenorio   | 90' |

| 11 | DEF | Marlon Moreno   | 66' |
| 19 | DEF | Juan Guerrón    | 75' |
| 9  | DEL | Ismael Villalba | 75' |

|  | 69' | Daniel Mina    |
|  | 73' | Michael Arroyo |
|  | 87' | Michael Arroyo |

|  | 80' | Edison Preciado |
|  | 82' | Ismael Villalba |

|  | 37' | Luis Checa    |
|  | 54' | Daniel Mina   |
|  | 66' | Ángel Escobar |

|  | 37' | Diego Ianeiro |

|  | 73' | Iván Borghello |

|  | 73' | Hólger Matamoros |
|  | 92' | Juan Guerrón     |

| Árbitro             | Carlos Vera   |
| Árbitros asistentes | Luis Alvarado |
| Árbitros asistentes | Marco Muzo    |
| Cuarto árbitro      | Samuel Haro   |

| 13 | POR | Johvani Ibarra    |     |
| 6  | DEF | Pedro Esterilla   |     |
| 2  | DEF | Geovanny Caicedo  |     |
| 33 | DEF | Iván Hurtado      |     |
| 20 | DEF | Luis Checa        |     |
| 50 | MED | Michael Castro    | 45' |
| 10 | MED | Luis Saritama     |     |
| 25 | MED | Ángel Escobar     |     |
| 17 | MED | Mauricio Donoso   | 62' |
| 9  | DEL | Iván Borghello    |     |
| 28 | DEL | Marcos Pirchio    | 90' |
| DT | DT  | Rubén Darío Insúa |     |

| 22 | POR | Esteban Dreer     |     |
| 50 | DEF | John Narváez      | 66' |
| 5  | DEF | Marco Quiñónez    |     |
| 2  | DEF | Diego Ianiero     |     |
| 15 | DEF | Marcelo Bohórquez | 75' |
| 10 | MED | Hólger Matamoros  |     |
| 4  | MED | John García       | 75' |
| 6  | MED | Giancarlos Ramos  |     |
| 18 | MED | José Granda       |     |
| 7  | DEL | Rodrigo Teixeira  |     |
| 13 | DEL | Edison Preciado   |     |
| DT | DT  | Paúl Vélez        |     |

| 16 | MED | Daniel Mina    | 45' |
| 7  | MED | Michael Arroyo | 62' |
| 21 | DEF | Luis Tenorio   | 90' |

| 11 | DEF | Marlon Moreno   | 66' |
| 19 | DEF | Juan Guerrón    | 75' |
| 9  | DEL | Ismael Villalba | 75' |

|  | 69' | Daniel Mina    |
|  | 73' | Michael Arroyo |
|  | 87' | Michael Arroyo |

|  | 80' | Edison Preciado |
|  | 82' | Ismael Villalba |

|  | 37' | Luis Checa    |
|  | 54' | Daniel Mina   |
|  | 66' | Ángel Escobar |

|  | 37' | Diego Ianeiro |

|  | 73' | Iván Borghello |

|  | 73' | Hólger Matamoros |
|  | 92' | Juan Guerrón     |

| Árbitro             | Carlos Vera   |
| Árbitros asistentes | Luis Alvarado |
| Árbitros asistentes | Marco Muzo    |
| Cuarto árbitro      | Samuel Haro   |

|                                             |
|                                             |
| Sociedad Deportivo Quito Campeón 4.° título |